# Jan van Os

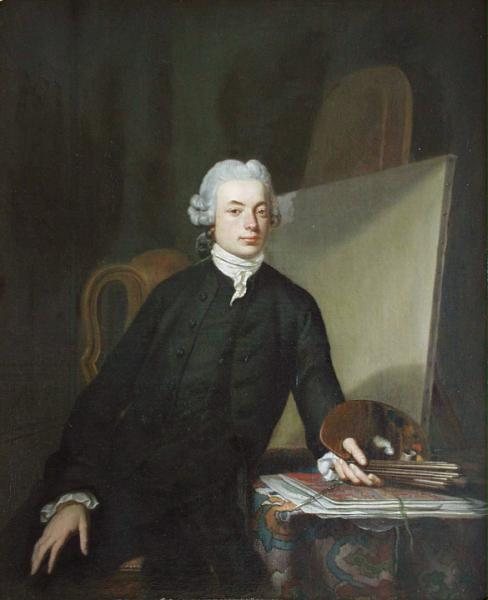
Ritratto di Jan van Os di Hendrik Pothoven

Jan van Os (Middelharnis, 23 febbraio 1744 – L'Aia, 7 febbraio 1808) è stato un pittore olandese.

## Biografia

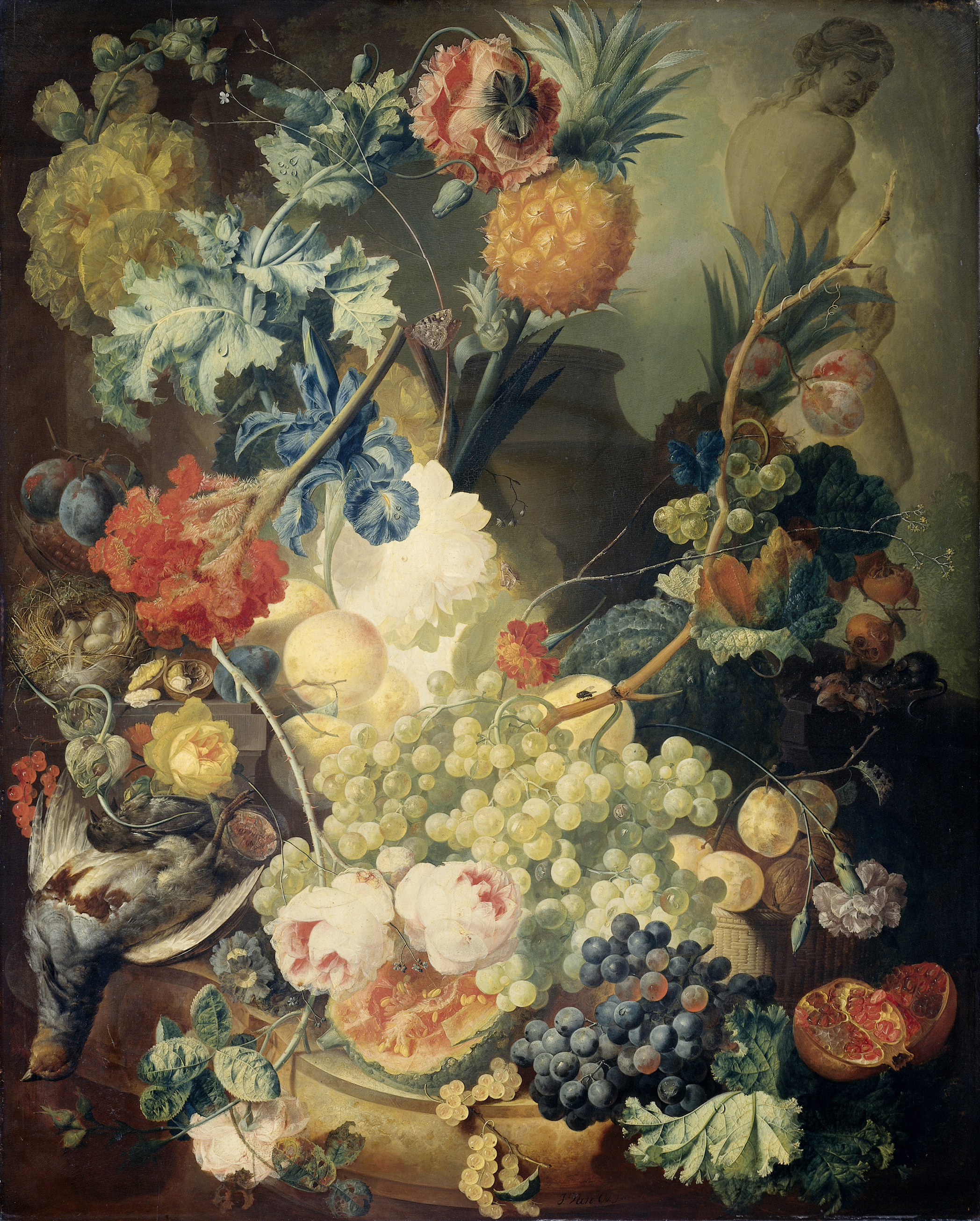
Natura morta con fiori, frutta e uccelli, Rijksmuseum, Amsterdam.

Allievo di Aert Schouman, fu attivo principalmente all'Aia, dove avrebbe trascorso il resto della sua vita. Nel 1775, si sposò con Susanna de la Croix, una pastellista di grande talento e figlia del ritrattista sordomuto Pierre Frédéric de la Croix.
Jan van Os divenne famoso per la sua rappresentazione pittoresca della frutta e dei fiori, nonostante abbia intrapreso la sua carriera dipingendo paesaggi marini. La Natura morta con fiori, frutta e uccelli è stata dipinta con la tecnica dell'acquerello, nella tradizione di Jan van Huysum, con i fiori esposti su una cornice di marmo, su uno sfondo verde.
Dipinse alcune Marine alla maniera di Willem van de Velde il Giovane, come negli esempi del Louvre di Parigi e della  National Gallery di Londra.

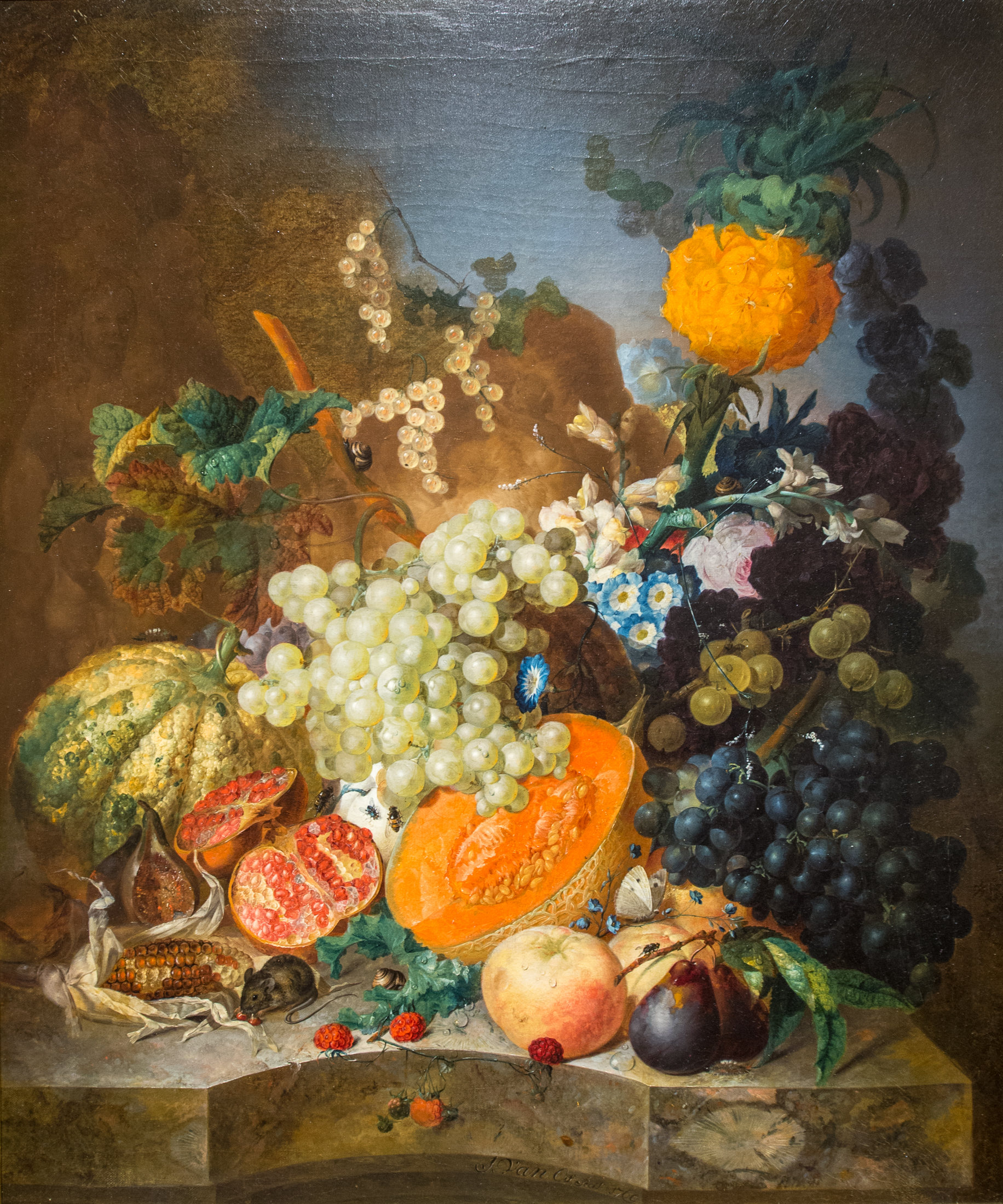
Natura morta con frutta, su uno schermo digitale allo Frick Art & Historical Center, Pittsburgh.

Era il padre di Pieter van Os, Maria Margaretha van Os e Georgius Jacobus Johannes van Os, nonno del pittore Pieter Frederik van Os.
Jan van Os era l'insegnante dei suoi figli e di Petronella van Woensel, un'amica di sua figlia Maria.